# SVNBridge
SVNBridge — расширения для Microsoft Team Foundation Server, позволяющее использовать клиентскую часть Subversion (например, TortoiseSVN) совместно с TFS. SVNBridge доступен для бесплатного использования под лицензией Microsoft Public License (Ms-PL).
Svnbridge — открытый проект, расположенный на сайте Microsoft для проектов — Codeplex. Поддержка доступа к Codeplex через subversion описывается на сайте CodePlex как «самая востребованная наша возможность». SVNBridge позволяет разработчикам принимать участие в проектах CodePlex при продолжении использования привычных инструментов на базе Subversion.
Проект SVNBridge реализует два связанных с SVNBridge продукта с различными режимами работы:
- Или запуск как клиент-демона (элемент системного трея) на Windows-системах, что позволяет приложениям Subversion на клиентской стороне получать доступ к элементам контроля версий TFS на удаленном сервере TFS.
- Или как веб-приложение при поддержке IIS непосредственно на самом сервере TFS; это позволяет клиентам Subversion связываться напрямую с сервером TFS при помощи http-протоколов Subversion, причём без потребности в дополнительном программном обеспечении на стороне клиента. В этом режиме реализуется интероперабельное решение для инструментов Subversion, предназначенных для Mac OS X/Unix/Linux.

## Дополнительные источники
- Официальный веб-сайт